# 筠连雪胆
筠连雪胆（学名：Hemsleya pengxianensis var. junlianensis）为葫芦科雪胆属下的一个变种。

## 扩展阅读
- 維基物種上的相關：筠连雪胆